# Пісочна бухта (Севастополь)
Пісо́чна бухта (крим. Qum körfezi) — чорноморська бухта у Севастополі, розташована між заповідником Херсонес Таврійський та академією військово-морських сил ім. Нахімова.
Назва бухти походить від її піщаного дна (хоча воно не чисто піщане, а змішано з гравієм). Раніше бухта мала інші назви: у XIX сторіччі — Херсонеська, у першій половині XX сторіччя — Шмідта. Причому друга історична назва була пов'язана з Є.Шмідтом, який тримав лікарню на березі бухти, та не була пов'язана з Петром Шмідтом.
В бухті знаходяться два пляжі (Сонячний та Пісочний), санаторій «Будівельник» та причал Академії ВМС ім. Нахімова.

## Галерея

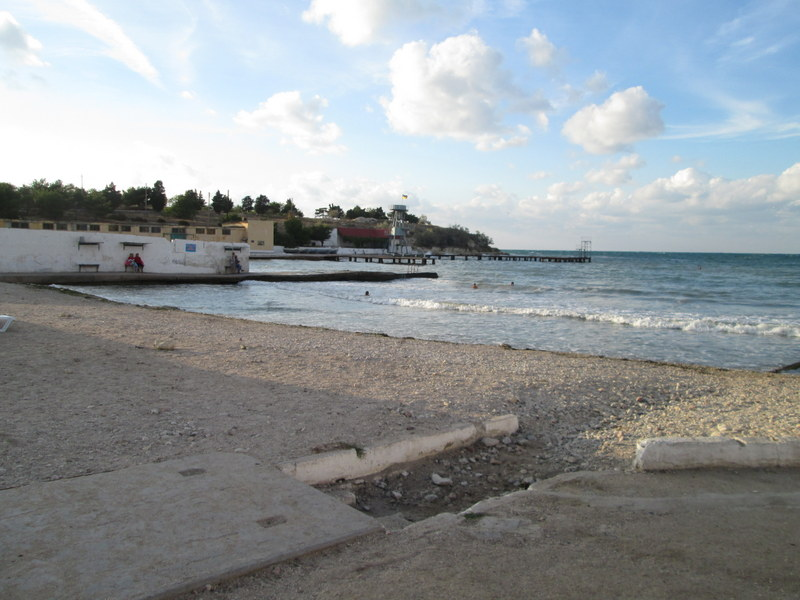
Пляж Пісочний та причал Академії ім.Нахімова позаду
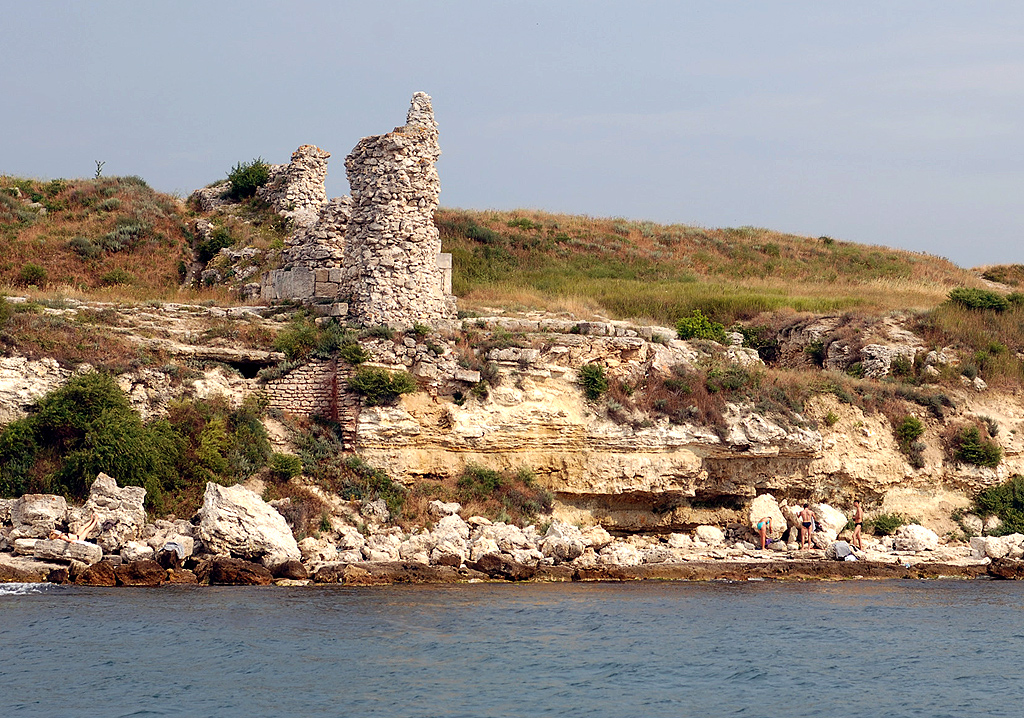
Руїни Херсонеса на східному березі бухти